# Цуба

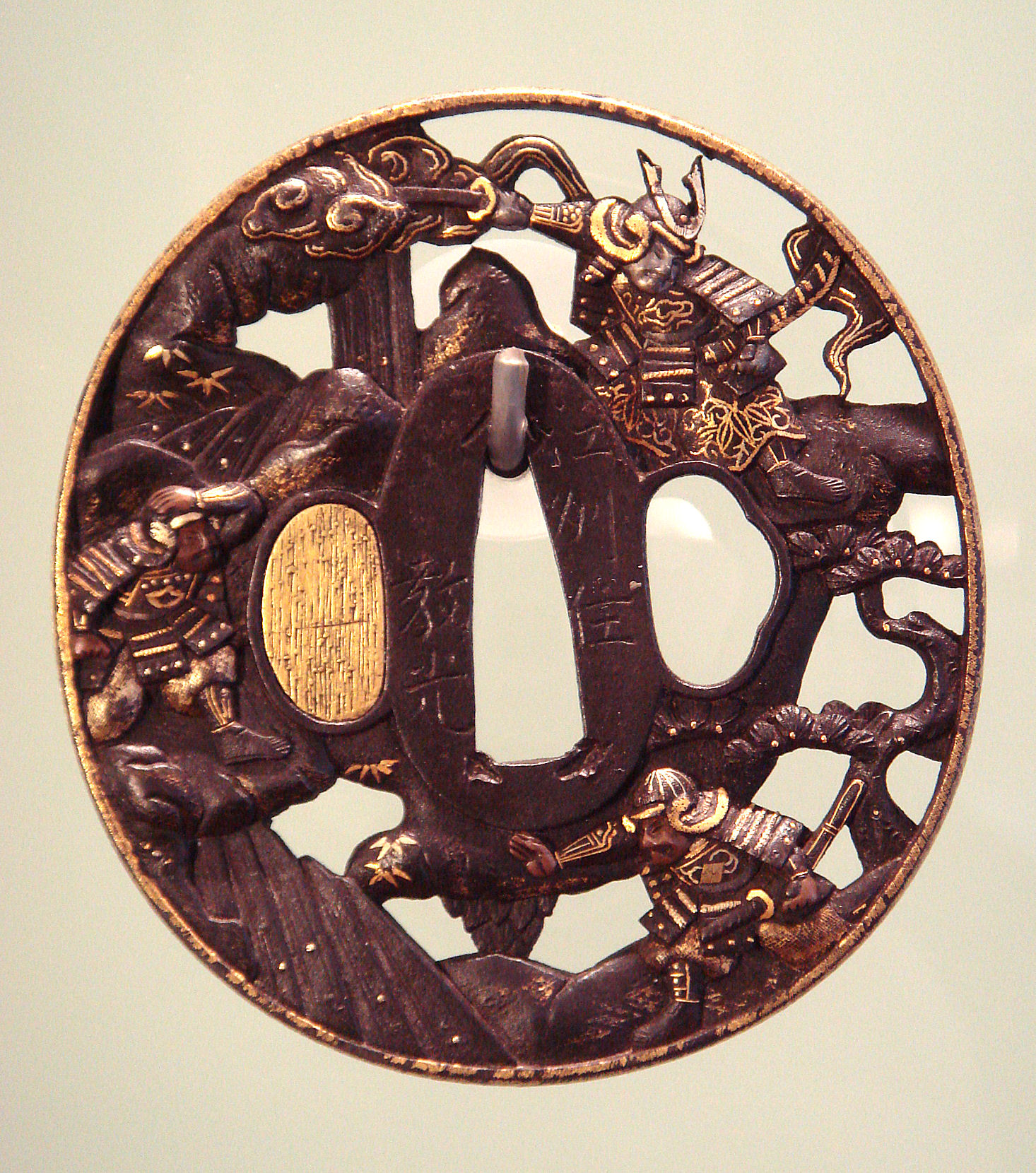
Типичная цуба

Цуба (яп. 鍔) — аналог гарды у японского клинкового оружия, такого как катана и других мечей (тати, вакидзаси), танто или нагината.

## Описание
Цуба изготавливали из разных металлов — из железа, меди, бронзы, специальных сплавов или спаянных вместе пластинок разных металлов. Наиболее ценными считались изделия, сделанные из сплава «сакудо» (соединение из меди, олова, свинца и золота) — так как после того, как цубу из сплава «сакудо» выдерживали в уксусе, она приобретала изысканный голубовато-чёрный цвет.
Цуба обычно украшена изящной отделкой и является в наши дни предметом коллекционирования. Мастерство изготовления цуб в Японии было передаваемым по наследству ремеслом. Кодекс Бусидо порицал ношение самураем колец, серёг и прочих украшений. Однако самураи нашли выход из положения, украшая ножны и цубу. Тем самым, без формального нарушения кодекса, самурай показывал свой вкус и богатство.
Ошибочно мнение, что цуба выполняла также и роль гарды. Гарда — поперечная перекладина, деталь европейского клинкового оружия: меча, шпаги, сабли и т. д. Гарда предназначена для защиты руки от оружия противника. На раннем оружии гарды не существовало вовсе. Первые варианты гарды представляли собой планку, перпендикулярную продольной оси оружия, и находящуюся в плоскости клинка. Начиная с XVI века стали появляться круглые и чашеобразные гарды, а также гарды, защищающие кисть не только сверху, но и со стороны пальцев с помощью изогнутой части, идущей от верхней части рукояти к нижней.
Японская фехтовальная школа не знает блоков катаны катаной в принципе. Катана изготавливалась из стали довольно высокой твердости, но весьма хрупкой. Стоимость же катаны достигала невероятных размеров, в зависимости от её качества. Тем не менее, и катаны, ковавшиеся на поток, и катаны, изготавливаемые по заказу, при встречном ударе о другую катану имели высокие шансы разлететься или выщербиться. Блоки не предусматриваются ни клинком, ни цубой, ни какой-либо другой частью катаны.
Цуба, помимо чисто декоративной функции, служила также упором для кисти руки при колющих ударах. Давление, испытываемое рукой при упоре в плоскую и относительно широкую цубу, значительно меньше давления при упоре в гарду, поскольку площадь приложения силы существенно больше, чем у гарды. Эта и ряд других причин обусловили появление в кэндо колющих выпадов. Тяжёлым европейским мечом с узкой гардой было гораздо тяжелее и неудобнее произвести выпад.
Часто рисунки на цубах были очень мирными и имели лирические мотивы, о чём говорят их названия. Например, «Бабочки и цветы», «Водяное колесо», «Колодец», «Вьюнок», «Пейзаж с горой». Есть даже цуба «Храмовые ворота». Причём она вполне могла появиться после того, как самурай, владелец меча, посещал Храм Исэ, что являлось важнейшим ритуалом в жизни для каждого японца.